# Braewick (Northmavine)

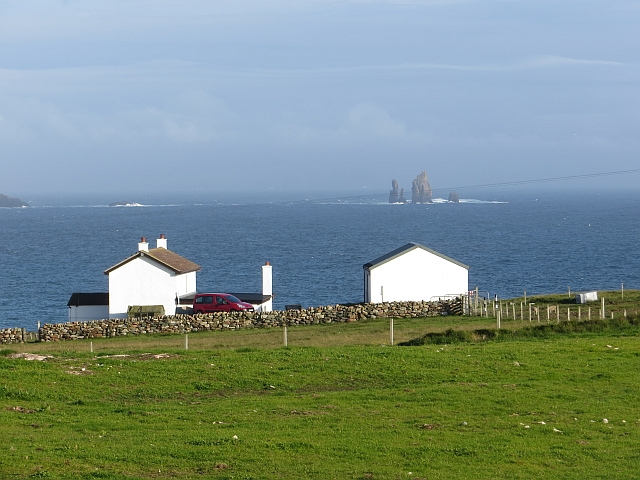
Häuser in Braewick

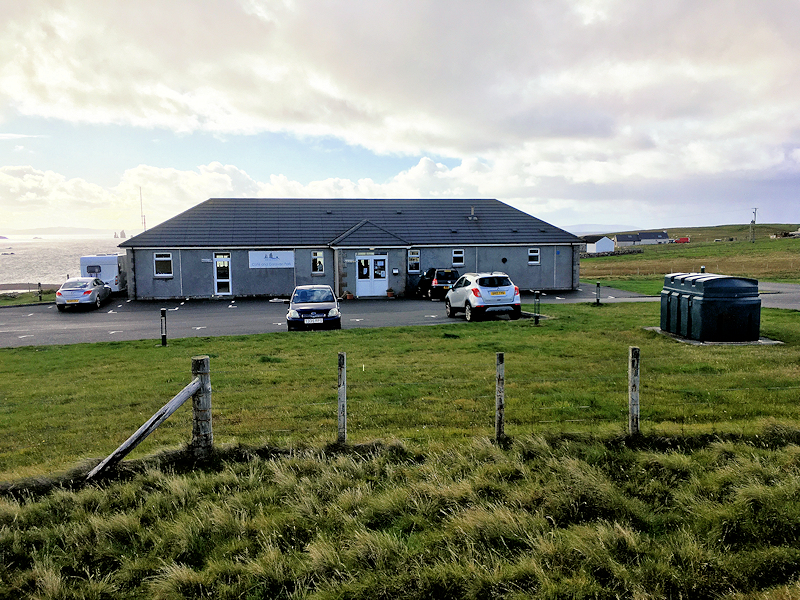
Empfangsgebäude des Campingplatzes

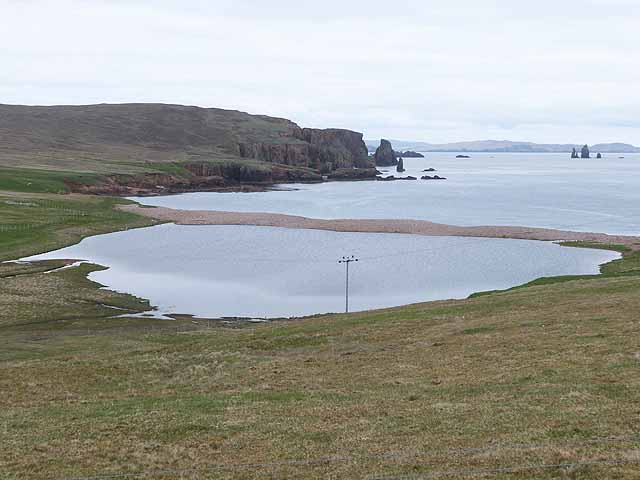
Das Braewick Loch

Braewick ist eine kleine Ortschaft, die in Schottland im äußersten Nordwesten der Shetlandinseln liegt.

## Geographie
Braewick liegt im Westen der Halbinsel Northmavine, am nördlichen Ufer der Bucht Brae Wick. Drei kleine Seen befinden sich in der unmittelbaren Nachbarschaft des Ortes. Diese sind der Black Mire im Nordwesten, das Mill Loch im Südwesten und das Braewick Loch im Osten. Die Gegend ist dünn besiedelt und wird hauptsächlich landwirtschaftlich genutzt. Es gibt, für Touristen, einen Campingplatz und Ferienhäuser.

## Historisches
Im Rahmen der historischen Gliederung Schottlands in Civil Parishes zählt Braewick zu Northmaven.

## Verkehr
Die am Ort vorbeiführende B9078 kommt von Hillswick, etwa 4,5 Kilometer entfernt, im Osten und führt weiter nach Stenness im Westen. Über eine kleinere Nebenstraße ist Hamnavoe im Norden zu erreichen.